# Фельдт, Курт
Курт Фельдт (нем. Kurt Feldt; 22 ноября 1887 — 11 марта 1970) — германский военачальник, генерал кавалерии (1944), участник Первой и Второй мировых войн. Кавалер Рыцарского креста Железного креста (1941).

## Биография
Поступил на службу в армию в 1908 году кадетом, служил в 1-м Померанском уланском полку № 4. С 1910 года — лейтенант.
Участвовал в Первой мировой войне, 25 февраля 1915 года получил звание обер-лейтенанта, 18 июня 1917 года — ротмистра. Получил за заслуги Железный крест обоих классов.
После поражения — в рейхсвере. С 1930 года — майор, с 1934 года — подполковник, с 1 октября 1934 года командовал кавалерийским полком, 1 апреля 1936 года получил звание полковника.
10 ноября 1938 года назначен командиром 1-й кавалерийской бригады, участвовал в Польской кампании (1939). Осенью 1939 года бригада была расширена до 1-й кавалерийской дивизии, остался её командиром. 1 февраля 1940 года получил звание генерал-майора, участвовал во Французской кампании (1940).
В войне против СССР (1941) действовал в Полесье на южном фланге группы армий «Центр», участвовал в Бобруйском сражении и в наступлении на Гомель, 23 августа 1941 года награждён Рыцарским крестом Железного креста. Осенью 1941 года участвовал в наступлении на Москву.
В конце ноября 1941 года дивизия была переформирована в 24-ю танковую дивизию, Фельдт остался её командиром, 1 февраля 1942 года получил звание генерал-лейтенанта, но вскоре оставил командование и 15 апреля 1942 года переведен в резерв.
В июле 1942 года назначен главой военно-административного округа Б (в юго-западной части оккупированной Франции), 11 января 1943 года — командующим Юго-Западным округом Франции. 1 февраля 1944 года получил звание генерала кавалерии.
4 сентября 1944 года возглавил генеральное командование Фельдта («корпус Фельдта», Generalkommando Feldt) на Нижнем Рейне, командовал им во время Голландской операции в сентябре 1944 года (операция «Маркет-Гарден»). В конце декабря 1944 года оставил командование и переведен в резерв фюрера.
В начале февраля 1945 года переведен в штаб командующего вермахтом в Дании. В конце войны попал в плен, освобождён в конце 1947 года.